# Somatidia laevior
Somatidia laevior är en skalbaggsart som beskrevs av Thomas Broun 1893. Somatidia laevior ingår i släktet Somatidia och familjen långhorningar. Inga underarter finns listade i Catalogue of Life.